# أسعد السحمراني
أسعد السحمراني (1953 -) هو كاتب ومؤلف وأكاديمي لبناني وُلد عام 1953 بعكار في لبنان، وهو أستاذ الفلسفة بجامعة بيروت سابقًا وأستاذ العقائد والأديان المقارنة بجامعة الأوزاعي، وعضو اتحاد الكتاب العرب بدمشق.

## مناصبه
- أستاذ الفلسفة بجامعة بيروت سابقًا.
- أستاذ العقائد والأديان المقارنة بجامعة الأوزاعي ببيروت (نال رتبة أستاذ "Prof" في 10/11/1992).[2]
- مسؤول الشؤون الدينية بالمؤتمر الشعبي اللبناني.[3]
- عضو اتحاد الكتاب العرب بدمشق.
- أمين الشوؤن الخارجية في اتحاد الكتاب اللبنانيين.
- خبير لدى المنظمة الإسلامية للتربية والعلوم والثقافة (ISESCO).
- عضو لجنة المؤتمرات والندوات في رابطة الجامعات الإسلامية-القاهرة.
- عضو المؤتمر الإسلامي العام لبيت المقدس- عمّان.
- عضو لجنة القدس وفلسطين في المجلس الإسلامي العالمي للدعوة والإغاثة.
- عضو الهيئة اللبنانية لنصرة القدس.
- عضو جمعية العلماء المسلمين الجزائريين - الجزائر.
- عضو منتدى الحكمة للمفكرين والباحثين - الرباط.
- عضو المؤتمر القومي- الإسلامي.
- أستاذ منتدب في كلية الآداب بجامعة بيروت العربية «سابقًا».
- عضو هيئة شؤون الإفتاء في لبنان سابقًا.

## مؤلفاته
- 1. إسرائيل الأولى: بيروبيجان.
  2. البيان في مقارنة الأديان.
  3. ترجمان الأديان.
  4. التصوف منشؤه ومصطلحاته.
  5. المشروع الصهيوني الجديد.
  6. من قاموس الأديان: الصابئة- الزرادشتية- اليزيدية.
  7. من قاموس الأديان: الهندوسية- البوذية- السيخية.
  8. من قاموس الأديان: الشنتوية- الكونفوشية.
  9. من اليهودية إلى الصهيونية.
  10. اليهودية: عقيدة وشريعة.
  11. المال والإعلام في الفكر اليهودي والممارسة الصهيونية- تقديم وتحرير.
  12. موسوعة الأديان الميسرة- رئيس التحرير ومشارك في التأليف- دار النفائس- بيروت.
  13. الحج مرّةً واحدة.
  14. تجديد مفهوم الزكاة (الفريضة المعطّلة).
  15. الغناء بين الإباحة والإنكار.
  16. الإسلام والآخر.
  17. أيها المسلمون: اتحدوا.
  18. الحرية والمسؤولية في الشريعة والقانون.
  19. العدل فريضة إسلامية.
  20. لا للإرهاب... نعم للجهاد.
  21. المرأة في التاريخ والشريعة.
  22. موسوعة السيرة النبوية الشريفة، مشرف على التحرير وشارك فيه – دار النفائس- بيروت.
  23. بدعة عبادة الشيطان.
  24. البهائية والقاديانية.
  25. شهود يهوه: نشأتهم وأفكارهم.
  26. الماسونية: نشأتها وأهدافها.
  27. الإعلام أولاً.
  28. الأخلاق في الإسلام والفلسفة القديمة.
  29. الاستبداد والإستعمار وطرق مواجهتهما بين الكواكبي والإبراهيمي.
  30. الإسلام بين المذاهب والأديان.
  31. التطرف والمتطرفون.
  32. صراع الأمم بين العولمة والديمقراطية.
  33. العروبة والإسلام.
  34. عقل الإنسان بين الفلسفة والطب والقرآن، مع آخرين.
  35. الفلسفة العربية: دروس ونصوص، مع آخرين.
  36. ويلات العولمة على الدين واللغة والثقافة.

## العمل والعضوية
- أستاذ «العقائد والأديان» في جامعة الإمام الأوزاعي- بيروت (نال رتبة الأستاذية في 10/11/1992).
- مسؤول الشؤون الدينية في المؤتمر الشعبي اللبناني.
- خبير لدى المنظمة الإسلامية للتربية والعلوم والثقافة (ISESCO).
- عضو لجنة المؤتمرات والندوات في رابطة الجامعات الإسلامية-القاهرة.
- عضو المؤتمر الإسلامي العام لبيت المقدس- عمّان.
- عضو لجنة القدس وفلسطين في المجلس الإسلامي العالمي للدعوة والإغاثة.
- عضو الهيئة اللبنانية لنصرة القدس.
- أمين الشؤون الخارجية في اتحاد الكتاب اللبنانيين.
- عضو اتحاد الكتاب العرب - دمشق.
- عضو جمعية العلماء المسلمين الجزائريين - الجزائر.
- عضو منتدى الحكمة للمفكرين والباحثين - الرباط.
- عضو المؤتمر القومي- الإسلامي.
- أستاذ منتدب في كلية الآداب بجامعة بيروت العربية «سابقًا».
- عضو هيئة شؤون الإفتاء في لبنان سابقًا.

## الأبحاث والأعمال المنشورة
- الأبحاث:

1. رمضان مدرسة تحرر وجهاد ونظام - مجلة الموقف- لبنان - العدد 2 - سنة 1983.
2. رمضان مدرسة جهادية - مجلة الموقف - لبنان - العدد 13 - سنة 1984.
3. الجهاد قرين الاستخلاف في الأرض - مجلة الموقف- لبنان - العدد 15 - سنة 1984.
4. من دروس رمضان: ضرورة وأد الفتن- مجلة الموقف- لبنان - العدد 26-27- سنة 1985.
5. رمضان والدرس التوحيدي - مجلة الموقف- لبنان - العدد 36 - سنة 1986.
6. القاديانية: ادعاء وتخريب - مجلة الموقف- لبنان - العدد 34 - سنة 1986.
7. قراءة في المصطلح الصوفي - مجلة الموقف- لبنان - العدد 35 - سنة 1986.
8. الذكر في السلوك الصوفي - مجلة الموقف- لبنان - العدد 37 - سنة 1986.
9. الحبّ الإلهي عند الصوفيّة - مجلة الموقف- لبنان - العدد 38 - سنة 1986.
10. البابية والبهائية: ردّة وانحراف - مجلة الموقف- لبنان - العدد 39 - 40 - سنة 1986.
11. هذه هي أبرز تعاليم البهائية - مجلة الموقف- لبنان - العدد 41 - سنة 1986.
12. البهائية: علاقتها بإسرائيل والاستعمار وموقف الإسلام منها - مجلة الموقف- لبنان - العدد 42 - سنة 1986.
13. العدل فريضة إسلامية - مجلة الموقف- لبنان - العدد 70 - سنة 1989.
14. الصبر درسٌ رمضانيّ - مجلة الموقف- لبنان - العدد 71 - سنة 1990.
15. الإسلام وظاهرة العنف- (ندوة) حلب- سوريا عام 1992م بدعوة من اتحاد الكتاب العرب.
16. الإرهاب والعنف وموقف الدين منهما-في أعمال المؤتمر الأول لمركز الدراسات العربي-الأوروبي 1993 م-باريس.
17. الصوم مدرسةٌ للوحدة - مجلة الموقف- لبنان - العدد 92 - سنة 1993.
18. المرأة في الإسلام والمذاهب الأخرى- منتدى شومان عام 1994م-عمان.
19. الصوم ودروس المقاومة - مجلة الموقف- لبنان - العدد 101 - سنة 1994.
20. الهجرة والبعد الوحدوي - مجلة الموقف- لبنان - العدد 104 - سنة 1994.
21. العنف في الفكر اليهودي والصهيوني- في أعمال ندوة القدس بدعوة من المؤتمر الإسلامي العام لبيت المقدس عام 1994م-عمان.
22. الصوم والحريّة - مجلة الموقف- لبنان - العدد 111 - سنة 1995.
23. الهجرة النبويّة الشريفة: ما هي أبعادها؟ - مجلة الموقف- لبنان - العدد 113 - سنة 1995.
24. الصوم ومشروع مقاومة التحديات - مجلة الموقف- لبنان - العدد 116 - سنة 1996.
25. الماسونية: حقيقتها ومخاطرها- صالون فضيلة فتال الأدبي عام 1996م- طرابلس.
26. الحجّ والجهاد - مجلة الموقف- لبنان - العدد 119 - سنة 1997.
27. العنف والإرهاب: الجذور والتحديات وسبل المعالجة- في أعمال مؤتمر مركز صالح عبد الله كامل للاقتصاد الإسلامي في جامعة لأزهر عام 1998م- القاهرة.
28. الإسلام والديمقراطية بين النظرية والتطبيق- في أعمال المؤتمر العالمي حول الإسلام والديمقراطية- وقف دراسات العلوم الإسلامية- إسطمبول عام 1998م.
29. الصوم وتهذيب الذات- مجلة الموقف- لبنان - العدد 125 - سنة 1998.
30. الهجرة والعلاقات الإسلامية المسيحية - مجلة الموقف- لبنان - العدد 130 - سنة 1998.
31. المولد النبوي الشريف والدور الرسالي - مجلة الموقف- لبنان - العدد 131 - سنة 1998.
32. الصوم واليسر - مجلة الموقف- لبنان - العدد 136 - سنة 1998.
33. الإرهاب الصهيوني في الفكر والممارسة- ندوة في كلية التربية- الجامعة اللبنانية عام 1998م- بيروت
34. الماسونية صهيونية النشأة والأهداف - مجلة الموقف- لبنان - العدد 132 - سنة 1998.
35. الماسونية: التناقضات والانضباط - مجلة الموقف- لبنان - العدد 133 - سنة 1998.
36. يهود أشدّ عداوة - مجلة الموقف- لبنان - العدد 143 - سنة 1999.
37. الحجّ والمدافعة - مجلة الموقف- لبنان - العدد 149 - سنة 2000.
38. الصهيوأمريكية وسبل مواجهتها- البعد الديني في الفكر والممارسة الصهيونية- في أعمال المؤتمر الذي عقد في بيروت بدعوة من اتحاد المهندسين العرب واتحاد المهندسين اللبنانيين لدعم الانتفاضة تحت عنوان: الانتفاضة هي درب الأمة إلى الحياة- 31/10/2002م.
39. عبادة الشيطان من الانحرافات الكبرى - مجلة الموقف- لبنان - العدد 167 - سنة 2002.
40. الغزو الصهيوني الإستيطاني الإحلالي- الدوافع المزعومة والفشل المرتقب- في أعمال ندوة المؤتمر الإسلامي العام لبيت المقدس (عمّان) أيلول/سبتمبر 2003م.
41. الصهيونية: الأطماع ومقترحات المواجهة- محاضرة بدعوة من مديرية الثقافة في حلب- سوريا- كانون الثاني/يناير 2004م.
42. التصوف: الأصالة والتجديد ومناهج التربية في أعمال مؤتمر رابطة الجامعات الإسلامية بالتعاون مع جامعة المنيا- مصر - آذار/مارس 2005م.
43. الصوفي بين البياني واللدني – وزارة الثقافة الجزائرية – المركز الوطني لبحوث ما قبل الإنسان والتاريخ، أيلول/سبتمبر 2007م.
44. حول كتاب: «أرض الميعاد لمن؟» لمؤلّفه كولن تشابمن، ندوة في بيروت، في شهر شباط/ فبراير 2009.
45. المسيحيون العرب: الواقع والدور، بحث مقدم لندوة علمية بدعوة من الرابطة السريانية والمركز الدولي لحوار الأديان في قطر – بيروت- لبنان – نيسان /أبريل 2009م.
46. المياه في الأطماع الصهيونية – بحث مقدم لندوة المركز الأفريقي لبحوث ودراسات التصوف – تكماطين – موريتانيا – آب/أغسطس 2009م وفي مؤتمر حول القدس عُقِد بدعوة من المؤتمر الإسلامي العام لبيت المقدس في عمّان-تشرين الأول /أكتوبر-2009م.
47. المشروع الصهيوني وتحدّياته الحاليّة، محاضرة في بيروت- في شهر أيّار/مايو 2011.

- تقديم وضبط كتب:
- طبائع الاستبداد للكواكبي – دار النفائس – بيروت. 12-	محاضرات في الفكر السياسي- مذكرة جامعية صادرة عن كلية الإمام الأوزاعي-1985م 13-	سلوك المالك في تدبير الممالك لابن أبي الربيع، دراسة وتقديم-دار النفائس بيروت. •	أبحاث: 14-	 رمضان مدرسة تحرر وجهاد ونظام - مجلة الموقف- لبنان - العدد 2 - سنة 1983. 15-	رمضان مدرسة جهادية - مجلة الموقف - لبنان - العدد 13 - سنة 1984. 16-	الجهاد قرين الاستخلاف في الأرض - مجلة الموقف- لبنان - العدد 15 - سنة 1984. 17-	من دروس رمضان: ضرورة وأد الفتن- مجلة الموقف- لبنان - العدد 26-27- سنة 1985. 18-	رمضان والدرس التوحيدي - مجلة الموقف- لبنان - العدد 36 - سنة 1986. 19-	 العدل فريضة إسلامية - مجلة الموقف- لبنان - العدد 70 - سنة 1989. 20-	الصبر درسٌ رمضانيّ - مجلة الموقف- لبنان - العدد 71 - سنة 1990. 21-	الإسلام وظاهرة العنف- (ندوة) حلب- سوريا عام 1992م بدعوة من اتحاد الكتاب العرب 22-	الإرهاب والعنف وموقف الدين منهما-في أعمال المؤتمر الأول لمركز الدراسات العربي-الأوروبي 1993 م-باريس. 23-	الصوم مدرسةٌ للوحدة - مجلة الموقف- لبنان - العدد 92 - سنة 1993. 24-	المرأة في الإسلام والمذاهب الأخرى- منتدى شومان عام 1994م-عمان 25-	الصوم ودروس المقاومة - مجلة الموقف- لبنان - العدد 101 - سنة 1994. 26-	 الهجرة والبعد الوحدوي - مجلة الموقف- لبنان - العدد 104 - سنة 1994. 27-	 الصوم والحريّة - مجلة الموقف- لبنان - العدد 111 - سنة 1995. 28-	 الهجرة النبويّة الشريفة: ما هي أبعادها؟ - مجلة الموقف- لبنان - العدد 113 - سنة 1995. 29-	 الصوم ومشروع مقاومة التحديات - مجلة الموقف- لبنان - العدد 116 - سنة 1996. 30-	الحجّ والجهاد - مجلة الموقف- لبنان - العدد 119 - سنة 1997. 31-	العنف والإرهاب: الجذور والتحديات وسبل المعالجة- في أعمال مؤتمر مركز صالح عبد الله كامل للاقتصاد الإسلامي في جامعة لأزهر عام 1998م- القاهرة 32-	الإسلام والديمقراطية بين النظرية والتطبيق- في أعمال المؤتمر العالمي حول الإسلام والديمقراطية- وقف دراسات العلوم الإسلامية- إسطمبول عام 1998م 33-	الصوم وتهذيب الذات- مجلة الموقف- لبنان - العدد 125 - سنة 1998. 34-	 الهجرة والعلاقات الإسلامية المسيحية - مجلة الموقف- لبنان - العدد 130 - سنة 1998. 35-	 المولد النبوي الشريف والدور الرسالي - مجلة الموقف- لبنان - العدد 131 - سنة 1998. 36-	الصوم واليسر - مجلة الموقف- لبنان - العدد 136 - سنة 1998. 37-	 الحجّ والمدافعة - مجلة الموقف- لبنان - العدد 149 - سنة 2000. 38-	 المولد النبوي الشريف وحكمة التيسير- مجلة الموقف- لبنان - العدد 152 - سنة 2000. 39-	التعارف لا التصادم أساس المنهج الحضاري في الإسلام- في إطار الدروس الحسنية المنيفة بالمملكة المغربية رمضان 1422هـ-2001م 40-	 المولد النبوي والخير والسماحة - مجلة الموقف- لبنان - العدد 161 - سنة 2001. 41-	 الاجتهاد من الفرد إلى المؤسّسة- مجلة الموقف- لبنان - العدد 165 - سنة 2001. 42-	الإسلام والنظرة إلى الآخر- محاضرة في المركز الثقافي الإسلامي- بيروت- 2002م 43-	الوسطية في الفكر السياسي في الإسلام، في أعمال مؤتمر «منتدى الوسطية للفكر والثقافة» في عمان-حزيران/يونيو 2004م 44-	القوة والمقاومة: الضرورة والمشروعية- محاضرة بدعوة من مديرية الثقافة- حلب- كانون الثاني/يناير 2005م 45-	ثقافة الوقف الإسلامي والآخر غير المسلم، في أعمال المؤتمر الثاني الذي عقدته الأمانة العامة للأوقاف في الشارقة/الإمارات العربية المتحدة، نيسان/أبريل 2005م 46-	التنمية الاقتصادية في الإسلام: الزراعة نموذجاً، في أعمال الندوة السنوية للتجمع الثقافي الإسلامي، نواكشوط/موريتانيا، نيسان/أبريل 2005م 47-	آفاق الحوار المذهبي والتحديات المعاصرة − في مؤتمر جامعة آل البيت بالمفرق في الأردن –تشرين الثاني/نوفمبر 2005م.  48-	الإنسانية والخلق، في مؤتمر حول التكاثر البشري والتكنولوجيا عقدته المنظمة الإسلامية للعلوم الطبية، والمكتب الإقليمي لشرق المتوسط في منظمة الصحة العالمية، والمنظمة الإسلامية للتربية والعلوم والثقافة-القاهرة شباط/فبراير 2006م  49-	التعايش الديني في الإسلام- في أعمال الندوة العالمية الثامنة عشرة التي عقدها التجمع الثقافي الإسلامي- نواكشوط- موريتانيا- نيسان/أبريل 2006م 50-	الإرضاع بالثدي فطرة وضرورة – وجهة نظر إسلامية – في مؤتمر منظمة الصحة العالمية – المكتب الإقليمي لشرق المتوسط – دمشق – حزيران/يونيو – 2007م. 51-	التقريب بين المذاهب الإسلامية ودور العلماء والمؤسسات – بحث مقدم إلى مؤتمر حول التقريب عقده المركز الإسلامي في لندن – حزيران/يونيو – 2007م. 52-	التسامح أساس لعلاقات دولية أفضل، بحث قُدم لمؤتمر الأخلاق في التراث العربي-الإسلامي، حلب-سوريا، آذار/ مارس 2008م.  53-	إسعاد الإنسان هو الأصل، في أعمال الندوة العشرين للتجمع الثقافي الإسلامي، نواكشوط – موريتانيا، آذار/مارس  54-	2008م.  55-	المقاومة ضرورة ثقافة وفعلاً-مؤتمر المجمع العالمي للتقريب بين المذاهب الإسلامية – طهران – إيران أيار /مايو 2008م.  56-	الإرهاب والمقاومة –المؤتمر السادس لمركز حوار الأديان –الدوحة –قطر أيار \مايو 2008م. 57-	الدين والأسرة وعلاقتهما باستقرار المجتمع – بحث إلى المؤتمر العالمي للحوار بدعوة من رابطة العالم الإسلامي – مدريد – إسبانيا تموز/يوليو 2008م.  58-	حرية التعبير عن الرأي- الدورة التاسعة عشرة لمجمع الفقه الإسلامي الدولي – الشارقة- الإمارات نيسان/أبريل 2009م. 59-	السنة النبوية الشريفة وصناعة الوحدة الإسلامية، بحث مقدم في مؤتمر المجمع العالمي للتقريب بين المذاهب الإسلامية، طهران، شباط /فبراير 2011 م. 60-	الإرهاب في ميزان الإسلام والمواثيق الدولية بحث مقدم إلى علماء الأمة – دكار – السنغال، حزيران/يونيو 2011. 61-	وحدة المسلمين أساس النهوض بالدور الرسالي، بحث مقدم إلى مؤتمر الصحوة الإسلامية في طهران، أيلول/سبتمبر 2011م. 62-	السنن في معالجة الفتن، بحث مقدم للندوة الخامسة والعشرين للتجمع الثقافي الإسلامي – نواكشط، كانون الثاني /يناير 2013. 63-	الاعتدال في الإسلام: ضمانة تحرير الأرض والإنسان، محاضرة ألقيت في المدرسة الداودية في حاصبيا – لبنان الجنوبي، بدعوة من هيئة أبناء العرقوب ومزارع شبعا واتحاد الكتاب اللبنانيين، حزيران / يونيو 2013. 64-	العزّة مطلباً في فضاء الثورة الحسينيّة، كلمة ألقيت بدعوة من المجلس الإسلامي الشيعي الأعلى في لبنان، بيروت، تشرين الثاني/نوفمبر 2013. الحوار: •	كتب: 1-	الحوار في الإسلام: آدابه وقواعده •	أبحاث: 2-	الإسلام وحوار الحضارات - مجلة الموقف- لبنان - العدد 7 - سنة 1983. 3-	قبول الآخر وضرور الحوار - مجلة الموقف- لبنان - العدد 121 - سنة 1997. 4-	الحوار الديني ضرورة إنسانية- محاضرة في الجامعة اللبنانية- كلية الحقوق- الفرع الثالث بدعوة من اتحاد الشباب الوطني- 2002م 5-	الحوار الديني وتحديات العولمة- في أعمال مؤتمر مركز دراسات الحضارات المعاصرة في جامعة عين شمس- القاهرة 2002م 6-	الحوار الإسلامي المسيحي في فضاء القيم المشتركة- ندوة دعا إليها المؤتمر الشعبي اللبناني- عكار- لبنان الشمالي – تموز2002م 7-	الحوار الديني ضرورة للأمن العالمي في مؤتمر موضوعه: «التعامل الدولي البنّاء بين الديانات والإستقرار العالمي» -أصفهان (إيران) آذار/مارس 2006م 8-	طيماثوس والقرطبي ونبوة محمد صلى الله عليه وسلم، مؤتمر الحوار مع الآخر في الفكر الإسلامي في كلية الشريعة – جامعة الشارقة – نيسان / أبريل 2007م.  9-	الحوار في القرآن والسنة: الأسس والمنطلقات –المؤتمر الإسلامي العالمي للحوار –مكة المكرمة - السعودية– بدعوة من رابطة العالم الإسلامي –حزيران \يونيو 2008م. 10-	الحوار وآفاق التعايش: ابن حزم نموذجاً – بحث إلى الندوة الثامنة لمركز الدراسات الأفريقي لبحوث ودراسات التصوف – تكماطين – موريتانيا تموز/يوليو 2008م. 11-	مصطلحات الحوار وضوابطه، بحث مقدم لمؤتمر بدعوة من المنظمة الإسلامية للتربية والعلوم والثقافة والهيئة الخيرية الإسلامية العالمية، الكويت، أيار / مايو 2010. 12-	الإعلام والحوار الحضاري، بحث مقدم في مؤتمر الإعلام وتحدياته في عصر العولمة بدعوة من رابطة العالم الإسلامي في مكة المكرمة – تشرين الثاني/نوفمبر 2010 م. 13-	معوقات حوارالحضارات وتحالفها: فلسطين المحتلة نموذجاً، بحث مقدم إلى المؤتمر الدولي المعنون: قيم المواطنة وتحالف الحضارات، المنعقد بدعوة من عشر جمعيات غير حكومية في الرباط وسلا- المغرب في المقر الدائم للمنظمة الإسلامية للتربية والعلوم والثقافة – نيسان/أبريل 2011م. 14-	 العقل والحوار ودورهما في معالجة الغلوّ، بحث مقدّم إلى ندوة مصاحبة لاجتماع الاتحاد العام للأدباء والكتاب العرب - عمّان - حزيران / يونيو 2014.

المنهج:
•	كتب:
1-	المنقذ من الضلال لأبي حامد الغزالي: دراسة وحواشي – دار النفائس – بيروت.
2-	التفكير فريضة إسلامية لعباس محمود العقّاد: دراسة وحواشي – دار النفائس بيروت.
•	أبحاث:
3-	هل يمكن أن تحصل قراءة واحدة للنص الديني؟- في أعمال ندوة معهد الدراسات الإسلامية للمعارف الحكمية (بيروت) حول الحوار الإسلامي المسيحي- آب/أغسطس 2003م
4-	الإسلام والمنهج العلمي: الغزالي نموذجاً- في أعمال مؤتمر رابطة الجامعات الإسلامية- جاكرتا (إندونيسيا)- جامعة شريف هداية الله الإسلامية الحكومية- أيلول/سبتمبر 2003م
5-	التراث بين وجوب التقدير ومخاطر التقديس- محاضرة بدعوة من مديرية الثقافة وجمعية العاديات في حلب (سوريا)- أكتوبر/تشرين الأول 2003م
6-	مقومات المنهج التربوي في الإسلام في مؤتمر المنظمة الإسلامية للتربية والعلوم والثقافة والمدرسة العليا للأساتذة – تطوان والمعهد العالمي للفكر الإسلامي – تطوان– المغرب – تشرين الثاني /نوفمبر 2005م. 
7-	التراث وأصول التعامل معه في المسار الحضاري لواقع الأمة المعاصر، بحث مقدم لاجتماع خبراء التراث غير المادي بدعوة من المنظمة الإسلامية للتربية والعلوم والثقافة – عمان – الأردن – تشرين الأول / أكتوبر2008م.
8-	العلوم الإنسانية بين التأصيل الإسلامي والاغتراب، بحث مقدّ إلى اجتماع خبراء في المنظمة الإسلامية للتربية والعلوم والثقافة (Isesco) –الشارقة، المكتب الإقليمي، تشرين الأول-أكتوبر 2010م.
التربية:
•	كتب:
1-	المنظومة القيمية في النظام التربوي الأصيل المنشود
2-	أيها الولد لأبي حامد الغزالي، تقديم وعناية – دار النفائس – بيروت. 
•	أبحاث:
3-	نظرات في أسس التربية عند جمعيّة العلماء المسلمين الجزائريين ومالك بن نبي - مجلة الموقف - لبنان - العدد 1 - سنة 1983.
4-	نظرات في التربية الإسلامية - مجلة الموقف - لبنان - العدد 9 - سنة 1984.
5-	قيم التربية الإسلامية ومواجهة قيم العولمة- في أعمال ندوة التجمع الثقافي الإسلامي في موريتانيا-2001م
6-	الإسلام والإبداع: قراءة في التراث واستشراف المستقبل- في أعمال المؤتمر الذي دعا إليه المعهد العالمي للفكر الإسلامي وكلية الإمام الأوزاعي للدراسات الإسلامية المنعقد في بيروت يومي 6و7/9/2002م تحت عنوان: «بناء الشخصية الإسلامية ودعم خصائص الإبداع». 
7-	من قيم الأخلاق في الإسلام والمسيحية في مواجهة النظام القيمي الأميركي، في أعمال الندوة البحثية التي عقدها معهد الدراسات الإسلامية للمعارف الحكمية في بيروت- تشرين الأول 2002م
8-	القيم والمناهج التربوية في مواجهة تحديات العولمة- محاضرة في الجامعة اللبنانية- كلية الآداب- الفرع الثالث- بدعوة من اتحاد الشباب الوطني- كانون الثاني/يناير 2003م.
9-	كيف نواجه العولمة تربوياً - مجلة الموقف - العدد 175 - عام 2003.
10-	الجامعات ودورها الثقافي- محاضرة بدعوة من الأمانة العامة لرابطة الجامعات الإسلامية ضمن أنشطة معرض الكتاب السادس والثلاثين- القاهرة- كانون الثاني/يناير 2004م
11-	الشباب: الاستهدافات والطموحات، محاضرة في جامعة الدول العربية بالقاهرة بدعوة من المنتدى الثقافي العربي. تموز/يوليو 2005م.
12-	الشباب: التحديات والإعداد والتحصين – محاضرة في مديرية الثقافة في حلب – سوريا – كانون الأول /ديسمبر 2005م. 
13-	التعليم الديني الإسلامي ضمن التعليم العام في لبنان في مؤتمر حول التربية الإسلامية عقده وقف دراسات العلوم الإسلامية، والمنظمة التركية الآسيوية للدراسات الإسلامية – اسطمبول – تركيا تشرين الأول/ أكتوبر 2007م
14-	التعليم الأصلي عند المسلمين؛ مخرجاته ومدخلات سوق العمل. بحث مقدم لاجتماع خبراء بدعوة من المنظمة الإسلامية للتربية والعلوم والثقافة- الخرطوم- السودان كانون الأول/ديسمبر 2008م.
15-	من أسس إستراتيجية تطوير التعليم الديني عند المسلمين، بحث مقدم للندوة العلمية الدولية بدعوة من المنظمة الإسلامية للتربية والعلوم الثقافة وجامعة الزيتونة – تونس – نيسان/أبريل 2009م.
16-	المناهج الدراسية ودورها في ترسيخ القيم الدينية، بحث مقدّم للمؤتمر الثامن لمركز حوار الأديان في الدوحة، تشرين الأول-أكتوبر 2010م.
17-	تربية الناشئة أساس للنهوض الحضاري في الأمة، بحث مقدم في الندوة العلمية (23) للتجمع الثقافي الإسلامي، نواكشوط، شباط / فبراير 2011م.
18-	 التسامي الروحيّ في عصر المادّة: رؤية تربويّة من أجل الأجيال، بحث مقدّم إلى الندوة العلميّة (26) للتجمّع الثقافي الإسلامي، نواكشط، كانون الثاني/يناير 2014م.
القدس:
•	كتب:
1-	تاريخ القدس وحاضرها: منهج للتعليم العام والعالي- المراجعة والتدقيق
2-	القدس والمقدسات ومخاطر التهويد، مع آخرين والتدقيق والتقديم
3-	القدس: التاريخ والحضارة، مع آخرين والمراجعة والتدقيق
•	أبحاث:
4-	القدس عربيّةٌ دوماً - مجلة الموقف- لبنان - العدد 90 - سنة 1993.
5-	إنقاذ القدس واجب عربي وإسلامي مسيحي-بحث مقدم للمؤتمر الإسلامي العام لبيت المقدس عام 1995م-عمان
6-	القدس وتحدّيات التهويد- في أعمال الهيئة اللبنانية لنصرة القدس عام 1997م- بيروت 
7-	القدس مدخل التحرير وهدف العدوان - مجلة الموقف- لبنان - العدد 159 - سنة 2000.
8-	القدس ملتقى الإسلام والمسيحية في الندوة التي دعا إليها المجلس الشعبي في قضاء الشوف- إقليم الخروب-جبل لبنان-آب 2002م
9-	القدس عربيّة النشأة والهويّة - مجلة الموقف- لبنان - العدد 168-سنة 2002
10-	 جدار الفصل وعنصريّة الصهاينة - مجلة الموقف- لبنان - العدد 176 - سنة 2004.
11-	القدس: المخاطر واقتراحات المواجهة- ندوة القدس الدولية- المؤتمر الإسلامي لبيت المقدس، عمّان- أيلول/سبتمبر 2006 م
12-	عروبة القدس: التحديات الصهيونية، ومقاومة العدوان، محاضرة بدعوة من مديرية الثقافة في حلب مساء السبت في 27/6/2009، وألقيت في عكار – لبنان الشمالي، بدعوة من اتحاد الكتاب اللبنانيين واتحاد الشباب الوطني مساء الخميس في 30/7/2009.
13-	القدس وتأصيل المقاومة – محاضرة بدعوة من الاتحاد العام للأدباء والكتاب العرب، واتحاد كتاب مصر – القاهرة – رمضان 1430 هـ، أيلول/سبتمبر 2009م.
14-	القدس: أعمال التهويد وكيفية ردعها-ندوة بدعوة من اتحاد الكتاب اللبنانيين-لبنان-بيروت- كانون الأول/ديسمبر 2009م.
15-	 مكانة القدس في الإسلام، محاضرة في بيروت، شهر أيّار/مايو 2010. 
12-	حواشي وضبط كتاب: سر تطور الأمم لغوستاف لوبون– دار النفائس – بيروت.
13-	حي بن يقظان – ابن طفيل- دراسة وتقديم – دار النفائس بيروت.
•	أبحاث:
14-	 وحدة الشخصيّة طريق وحدة المجتمع - مجلة الموقف- لبنان - العدد 8 - سنة 1984.
15-	الإسلام والعروبة - مجلة الموقف- لبنان - العدد 10-11 - سنة 1984.
16-	 الحريّة ضرورة إنسانية - مجلة الموقف- لبنان - العدد 16-17 - سنة 1984.
17-	 الإستشراق والدوافع الاستعمارية - مجلة الموقف- لبنان - العدد 19 - سنة 1984.
18-	 يقظة دينية لا صحوة إسلامية - مجلة الموقف- لبنان - العدد 22 - سنة 1985.
19-	 الوسطية ضرورة لليقظة الدينية - مجلة الموقف- لبنان - العدد 28 - سنة 1985.
20-	مفاهيم إنقاذية من خلال الإسلام - مجلة الموقف- لبنان - العدد 30- سنة 1985.
21-	 مفاهيم أخلاقية من خلال الإسلام - مجلة الموقف- لبنان - العدد 31 - سنة 1985.
22-	 المرأة في الإسلام - مجلة الموقف- لبنان - العدد 32 - سنة 1986.
23-	 المرأة في الإسلام بين الحقوق والواجبات - مجلة الموقف- لبنان - العدد 33 - سنة 1986.
24-	 الوفاء والعهد - مجلة الموقف- لبنان - العدد 43 - سنة 1986.
25-	 الكرم من شمائل العرب- مجلة الموقف- لبنان - العدد 44 - سنة 1987.
26-	 الشجاعة من الخصال الحميدة - مجلة الموقف- لبنان - العدد 45 - سنة 1987.
27-	 الصدق من عوامل وحدة المجتمع - مجلة الموقف- لبنان - العدد 46 - سنة 1987.
28-	 الإسلام يمق الغلوّ - مجلة الموقف- لبنان - العدد 49 - سنة 1987.
29-	 الإسلام ومنهاج الحياة - مجلة الموقف- لبنان - العدد 50 - سنة 1987.
30-	 التطرّف سيفٌ مسلّطٌ على وحدة المسلمين - مجلة الموقف- لبنان - العدد 51 - 52 - سنة 1987.
31-	 العربية والاجتهاد في الإسلام - مجلة الموقف- لبنان - العدد 58 - سنة 1988.
32-	 الإنفاق في وجوه الخير ضرورة مجتمعيّة - مجلة الموقف- لبنان - العدد 62 - سنة 1988.
33-	 الإنسان في الإسلام: موقعه وحقوقه- مجلة الموقف- لبنان - العدد 74 - سنة 1991.
34-	 النساء شقائق الرجال - مجلة الموقف- لبنان - العدد 85 - سنة 1992.
35-	 التكفير وخطره على وحدة المجتمع - مجلة الموقف- لبنان - العدد 86 - سنة 1992.
36-	 والفتنة أشدّ من القتل - مجلة الموقف- لبنان - العدد 87 - سنة 1992.
37-	 موقف الإسلام من التطرّف - مجلة الموقف- لبنان - العدد 91 - سنة 1993.
38-	 الأمّ أحقّ بالبرّ - مجلة الموقف- لبنان - العدد 93 - سنة 1993.
39-	 وبالوالدين إحسانا - مجلة الموقف- لبنان - العدد 94 - سنة 1993.
40-	 الإسلام والطبّ - مجلة الموقف- لبنان - العدد 98 - سنة 1993.
41-	 المرأة والعمل العام - مجلة الموقف- لبنان - العدد 102- سنة 1994.
42-	 التضحية وحمل الأمانة - مجلة الموقف- لبنان - العدد 107 - سنة 1994.
43-	 الخوف والجوع: تعطيل للاستقرار - مجلة الموقف- لبنان - العدد 109 - سنة 1994.
44-	 المسلمون والمسيحيون وصناعة الوحدة - مجلة الموقف- لبنان - العدد 110 - سنة 1994.
45-	 مؤامرة تغييب العقول إلى أين؟ - مجلة الموقف- لبنان - العدد 112 - سنة 1995.
46-	 المرأة والتحدّي الإعلامي - مجلة الموقف- لبنان - العدد 115 - سنة 1995.
47-	 الخرافات وإشكالية تغييب العقول - مجلة الموقف- لبنان - العدد 122 - سنة 1997.
48-	 الإعلام المرئي والفساد في الأرض - مجلة الموقف- لبنان - العدد 127 - سنة 1998.
49-	 العنف والإرهاب: الجذور والتحدّيات - مجلة الموقف- لبنان - العدد 135 - سنة 1998.
50-	الإسلام والعولمة: التحديات على الهوية الثقافية؛ في أعمال المؤتمر الحادي عشر للمجلس الأعلى للشؤون الإسلامية- القاهرة 1999م
51-	 لا يأس مع الإيمان - مجلة الموقف- لبنان - العدد 138 - سنة 1999.
52-	 إلى كلمة سواء من أجل الوحدة الوطنية - مجلة الموقف- لبنان - العدد 139 - سنة 1999.
53-	 حذار من الفتنة - مجلة الموقف- لبنان - العدد 140 - سنة 1999.
54-	 نحو العولمة - مجلة الموقف- لبنان - العدد 142 - سنة 1999.
55-	 المرأة وتحدّيات التربية والإعلام - مجلة الموقف- لبنان - العدد 145 - سنة 1999.
56-	الثقافة الوطنية وتحديات العولمة- في أعمال مؤتمر ندوة الدراسات الإنمائية- بيروت-2000م
57-	اللغة العربية والهوية في عصر العولمة- في أعمال مؤتمر الدراسات الإنسانية والارتقاء الحضاري في عصر العولمة- جامعة الأزهر-القاهرة- 2000م
58-	المسلمون والشهادة على الأمم- في إطار الدروس الحسنية المنيفة بالمملكة المغربية رمضان1421هـ-2000م
59-	 سماحة الإسلام وعدائية التطرّف - مجلة الموقف- لبنان - العدد 148 - سنة 2000.
60-	 وجهة نظر دينية في مواصفات المسؤولية - مجلة الموقف- لبنان - العدد 154 - سنة 2000.
61-	 التطرّف والوسطية - مجلة الموقف- لبنان - العدد 163 - سنة 2001.
62-	 بين مؤامرات العولمة والشذوذ وتدمير الإنسان - مجلة الموقف- لبنان - العدد 164 - سنة 2001.
63-	الأسرة العربية والتحديات الفكرية- في أعمال مؤتمر لجنة الأسرة العربية- بيروت-2002م
64-	التكافل الاجتماعي بين جسور العالمية وعوائق العولمة- بحث قدم للندوة الرابعة التي دعا إليها التجمع الثقافي الإسلامي- موريتانيا- أيار 2002م
65-	الإسلام والنظرة إلى الآخر - مجلة الموقف- لبنان - العدد 169 - سنة 2002.
66-	 الأسرة العربية والتحديات الفكرية - مجلة الموقف- لبنان - العدد 170 - سنة 2002.
67-	البعد الثقافي للعولمة وانعكاساته على لبنان- بحث قدم للشؤون الخارجية في مجلس النواب اللبناني- نيسان/أبريل 2003م
68-	الثقافات وتحدي العولمة- في أعمال مؤتمر عقدته جامعة ابن طفيل في القنيطرة في المملكة المغربية- نيسان/أبريل 2003م
69-	المسلم المعاصر بين السماحة منهجاً والعزة مطلباً في أعمال الندوة العلمية الخامسة عشرة- التجمع الثقافي الإسلامي- موريتانيا- أيار2003م
70-	المشروع الناصري الثوري في المسار الحضاري العربي- بحث مقدم في نقابة المحامين في مصر- القاهرة- أيلول/سبتمبر 2004م
71-	شباب المتوسط: الاتجاه نحو الآخر ورؤية لعلاقات جديدة، بحث قدم لمؤتمر عقدته رابطة الجامعات الإسلامية مع جامعة فلورنسا الإيطالية- القاهرة- أيلول/سبتمبر 2004م
72-	 حال الأمّة وطريق العزّة - مجلة الموقف- لبنان - العدد 176 - سنة 2004.
73-	ثورة يوليو والوحدة الوطنية ورد التحديات، محاضرة في نقابة المحامين المصريين العامة بالقاهرة بدعوة من جماعة المحامين الناصريين. تموز/يوليو 2005م.
74-	الوسطية: نحو إستراتيجية عالمية- في أعمال مؤتمر منتدى الوسطية للفكر والثقافة- عمان- الأردن- نيسان/أبريل 2006م
75-	تهافت المشروع الأمريكي- مديرية الثقافة (حلب عاصمة الثقافة الإسلامية)- أيار/مايو 2006م
76-	الأحادية القطبية في طريق الانهيار، محاضرة في مدرية الثقافة – حلب – أيار/ مايو – 2007م. 
77-	مؤتمر أنابوليس البوشي والمآزق الصهيوأمريكية – محاضرة في مديرية الثقافة في حلب، والمركز الثقافي في منبج- سوريا – تشرين الثاني/ نوفمبر 2007م.
78-	الشرق الأوسط الجديد: المشروع الصهيوأمريكي. كيف نقاومه؟ - محاضرة في المركز الثقافي العربي في مدينة الباب بمحافظة حلب – سوريا تشرين الثاني/ نوفمبر 2007م.
79-	التضامن العربي وضرورته في المرحلة الراهنة – محاضرة بدعوة من مدرية الثقافة في حلب- سوريا – حزيران/مايو 2008م. 
80-	غزة والساحة العربية والمتغيرات الدولية – محاضرة بدعوة من مديرية الثقافة – حلب – سوريا شباط / فبراير 2009م.
81-	الوحدة الوطنية: الواقع والضرورة، محاضرة بدعوة من مديرية الثقافة في مدينة إدلب – سوريا، شباط/فبراير 2011م.
82-	العلمانية غزو استعماري، بحث مقدم إلى الندوة الدولية التي عقدتها الكلية المتعددة التخصصات في جامعة محمد الأول- وجدة- المغرب- نيسان/أبريل 2011م.
83-	المواطنة والوحدة الوطنية، محاضرة في المركز الثقافي العربي، السفيرة/حلب، حزيران/يونيو2011م.
84-	الحراك في الأمة العربية: الضوابط والترشيد، بحث مقدّم إلى الندوة الدولية الرابعة والعشرين بالتجمّع الثقافي الإسلامي – نواكشط، شباط/فبراير 2012.
85-	النفس بين الطينية والملائكية، بحثٌ مقدم للملتقى العالمي السابع للتصوف بدعوة من الطريقة القادرية البودشيشية – وجدة – المغرب، كانون الثاني /يناير 2013.
86-	الانحراف عن السنن الكونيّة وسبل المعالجة: تأصيلٌ قرآنيّ، مجلّة الحياة الطيّبة، بيروت، ربيع العام 2013.
87-	المواطنة في مواجهة العصبيات، محاضرة بدعوة من مجلس عكار في المؤتمر الشعبي اللبناني، قاعة مدرسة بزبينا الرسمية، أيلول/سبتمبر 2013. 
88-	مكوّنات شخصية الإرهابي وسبل المعالجة، محاضرة ألقيت في النبطية-لبنان، آذار/مارس2014.
الأعلام:
•	كتب:
1- أ.د. الشيخ كامل عبود موسى، السيرة والعطاء.
•	أبحاث:
1-	أبو بكر الصديق المجاهد الزاهد - مجلة الموقف- لبنان - العدد 65 - سنة 1988.
2-	عليّ بن أبي طالب أمير السيف والقلم - مجلة الموقف- لبنان - العددان 66 - 69 - سنة 1988و1989.
3-	عمر بن الخطاب الفاروق العادل - مجلة الموقف- لبنان - العدد 75 - سنة 1991.
4-	الدين والإصلاح في فكر عبد الرحمن الكواكبي في أعمال المؤتمر الذي عقد في عمان في الذكرى المئوية لوفاة الكواكبي بدعوة من المنظمة الإسلامية للتربية والعلوم والثقافة والمعهد العالمي للفكر الإسلامي ووزارة الثقافة الأردنية والمنظمة العربية للتربية والعلوم والثقافة ومؤسسة الإمام الخوئي الخيرية- تشرين الأول/أكتوبر2002م
5-	الإمام محمد مهدي شمس الدين في أبرز مواقفه الوحدوية، في ندوة بدعوة من المركز الوطني للدراسات، بيروت، كانون الأول/ديسمبر 2002م
6-	مالك بن نبي ومعاييره في التنوع الثقافي ومشكلات الحضارة- في أعمال «ملتقى مالك بن نبي» الذي أقامه المجلس الإسلامي الأعلى في الجزائر- أكتوبر/تشرين الأول 2003م
7-	الشباب في فكر الإمام محمد البشير الإبراهيمي، في أعمال الملتقى الذي عقدته جمعية العلماء المسلمين الجزائريين في الذكرى الأربعين لوفاته، الجزائر، أيار/مايو 2005م
8-	الكواكبي والدين- في ندوة ضمن (فاعليات حلب عاصمة الثقافة الإسلامية)- تموز/يوليو 2006م 
9-	مالك بن نبي والإنسان ومسار الحضارة، في إطار فعاليات حلب عاصمة الثقافة الإسلامية، تشرين الثاني/نوفمبر 2006م.
10-	الإسلام والعروبة في فكر ابن باديس، بحث مقدم إلى ندوة الملتقى العاشر الذي أقامته مؤسسة الإمام الشيخ عبد الحميد ابن باديس، قسنطينة – الجزائر، نيسان/أبريل 2009م.
11-	المسألة الحضارية في مشروع مالك بن نبي، بحث مقدم في ندوة بدعوة من مركز الأمير عبد المحسن بن جلوي للبحوث والدراسات الإسلامية، الشارقة- الإمارات العربية المتحدة، أيار/مايو 2010.
12-	الإمام محمد البشير الإبراهيمي وفلسطين بحث مقدم إلى الملتقى الدولي بدعوة من جمعية العلماء المسلمين الجزائريين، البليدة- الجزائر، حزيران/يونيو 2010.
13-	نهج البلاغة ومعالجة الفتن، بحث مقدم إلى مؤتمر عقدته المستشارية الثقافية الإسلامية في بيروت – تشرين الثاني/نوفمبر 2010م.
14-	طارق ناصر الدين بين الثورة والالتزام، بحث منشور في مجلة إشارات الصادرة عن اتحاد الكتاب اللبنانيين – خريف العام 2011.
15-	الأمة في فكر الإمام عبد الحميد بن باديس، بحث مقدّم إلى مؤتمر عقدته مؤسسة الإمام الشيخ عبد الحميد بن باديس – قسنطينة – الجزائر، أيار/مايو 2012.
16-	العدالة: الضرورة والتأصيل الإسلامي «السيد موسى الصدر نموذجاً»، بحث مقدم للمؤتمر الرابع المنعقد بدعوة من ملتقى الصدر، صور – لبنان، أيلول/سبتمبر 2012.
17-	 مالك بن نبي ومشكلة الثقافة، بحث مقدّم إلى الملتقى العلمي في جامعة باجي مختار- عنّابة- الجزائر، تشرين الثاني/نوفمبر 2013.
الإصلاح والنهضة:
•	كتب:
1-	مالك بن نبي مفكراً إصلاحياً
2-	تقديم وتحرير أعمال ندوة: «رواق عوشة بنت حسين» في دبي بالاشتراك مع الأستاذة الدكتورة موزة غباش بعنوان: «نحو إطار حضاري للمجتمع العربي في القرن الحادي والعشرين» – رواق عوشة بين حسين الثقافي – دبي الإمارات العربية المتحدة.
•	أبحاث:
3-	المرأة الأم والنهضة العربية المنشودة- «رواق عوشة بنت حسين الثقافي»- عام 1995م- دبي
4-	المرأة وتحديات الإعلام والتربية- في أعمال مؤتمر الاتحاد النسائي الوطني- بيروت- 1999م
5-	قضايا المرأة في الملف العربي والإسلامي- المركز الثقافي الإسلامي- بيروت عام 1999م
6-	المرأة والتحديات المعاصرة- صالون فضيلة فتال الأدبي عام 1997م- طرابلس
7-	المؤسسات الأهلية وأسس الإصلاح المطلوب- بحث مقدم لمؤتمر مركز دراسات المستقبل في جامعة أسيوط - مصر - تشرين الثاني/نوفمبر 2004م
8-	الحركة الشعبية العربية ودورها في رد التحديات- في نقابة المحامين وجماعة المحامين الناصريين - القاهرة- كانون الثاني/يناير 2004م 
9-	المجلس الإسلامي العالمي للدعوة والإغاثة: الدور والفاعلية في تنسيق العمل الخيري الإسلامي – بحث قُدم لمؤتمر «منظمة العمل للتضامن الإسلامي» داكار السنغال –آذار/مارس 2008م.
دراسات إستراتيجية:
•	أبحاث:
1-	موريتانيا: الموقع الإستراتيجي والدور في التواصل العربي الأفريقي – ندوة «التجمع الثقافي الإسلامي» – آذار/مارس 2007م – نواكشوط. 
2-	السودان استراتيجياً في الفضاء العربي الأفريقي؛ دارفور نموذجاً، مؤتمر مركز دراسات المستقبل في جامعة أسيوط – نيسان / أبريل 2007م. 
3-	النيل: التحديات والواجبات، بحث مقدم لمؤتمر اتحاد كتاب مصر ومحافظة الأقصر، مدينة الأقصر (مصر)، كانون الثاني/يناير 2011م.
4-	مصر: الموقع الإستراتيجي في الوحدة والتحرير، محاضرة أُلقيت بدعوة من (المرابطون) في بيروت، تشرين الأول/أوكتوبر 2011.
عقيدة:
•	كتب:
1-	تفصيل النشأتين للراغب الأصفهاني: حواشي وتقديم – دار النفائس – بيروت.
•	أبحاث:
2-	نظرات في علم الكلام - مجلّة الموقف - لبنان- العدد21-سنة 1985.
3-	الحرية الدينية في الشريعة الإسلامية- الدورة التاسعة عشرة لمجمع الفقه الإسلامي الدولي –الشارقة-الإمارات نيسان/أبريل 2009م.
الحضارة:
- كتب:

1. موسوعة الحضارات القديمة-مشرف على التحرير وشارك فيه – دار النفائس – بيروت.

### الدعوة
- أبحاث:

1. المؤمن داعية إصلاح ومقاومٌ للفساد - مجلة الموقف- لبنان - العدد 137 - سنة 1998.
2. خطبة الجمعة وأسس نجاحها - مجلة الموقف- لبنان - العدد 141 - سنة 1999.
3. أي خطاب إسلامي لعالم متغيّر؟ بحث مقدم لورشة عمل عقدتها جمعية «آراء الثقافية»، حلبا – عكار – لبنان، آب/أغسطس 2007م.
4. الدعوة ومقومات الشخصية الدعوية في ظلِّ عالمٍ متغيّر بحث مقدم إلى الندوة الحادية والعشرين للتجمع الثقافي الإسلامي – نواكشوط – موريتانيا- آذار / مارس 2009م.
5. وقفة مع الصحوة الإسلامية وتجلياتها، بحث مقدّم إلى مجمع التقريب بين المذاهب الإسلامية في طهران، شباط / فبراير 2012.
6. مقاصد الخطاب الإسلامي وضوابطه: تأصيل من خلال العهد النبوي، بحث مقدّم إلى المؤتمر الثاني عشر لكلية الشريعة في جامعة جرش - الأردن، وقد تمّ إرساله في 28/7/2013.

### أنشطة عامة
1. اليهودية: العقيدة والكتب- المعهد الإسلامي للمعارف الحكمية- بيروت- كانون الثاني/يناير 2002م (3محاضرات).
2. عبادة الشيطان وخطرها على الأجيال- سلسلة محاضرات وندوات في المواقع التالية: كنيسة بلونة في جبل لبنان- كنيسة مار إلياس في الرابية (جبل لبنان)- كنيسة مار مطانيوس في فرن الشباك- ثانوية زهرة الإحسان في الأشرفية- صالون فضيلة فتال الأدبي في طرابلس- ليسيه عبد الله الراسي في عكار بدعوة من مؤسسات المؤتمر الشعبي اللبناني- المركز الثقافي الإسلامي في بيروت- المدرسة الوطنية الأورثوذكسية في عكار- مدرسة القديس جاورجيوس في بصاليم- ثانوية الحريري في صيدا- خلية مسجد داريا (الشوف)- وفي مجلات وصحف عديدة بالإضافة إلى تسجيلات وأحاديث في كل من: إذاعة صوت لبنان، الإذاعة اللبنانية، تلفزيون المؤسسة اللبنانية للإرسال.
3. نشر مئـات المقالات والأبحـاث في مجـلات وصحف لبنانيـة وعربية وفي مجلات عربية خارج الوطن العربي.
4. حاضر في الجامعة اللبنانية (في أكثر من كلية)- وفي جامعة بيروت العربية- وفي الجامعة اللبنانية الأميركية في جبيل- وفي جامعة الأزهر في القاهرة- وفي كلية الشريعة بالجامعة الأردنية- وجامعة آل البيت بالمفرق– الأردن، وفي المملكة المغربية في كل من: جامعة محمد الخامس في الرباط وجامعة ابن طفيل في القنيطرة وجامعة الحسن الثاني في المحمدية ودار الحديث الحسنية بالرباط وجامعة شعيب الدكالي في الجديدة وجامعة الحسن الثاني في الدار البيضاء- والمدرسة العليا للأساتذة بتطوان– وفي كلية دبي الطبية للبنات وكلية دبي للصيدلة في الإمارات العربية المتحدة- وفي جامعة آبلاي خان في قازاخستان- وفي جامعتي أحمد دحلان والمحمدية في جوك جاكرتا بأندونيسيا- وفي جامعة الزهراء في طهران- وفي مسجد باريس الكبير- وفي منتديات في كل من لبنان وسوريا والأردن ومصر والمغرب والجزائر والسودان والإمارات العربية المتحدة وموريتانيا وإيران وتركيا وإندونيسيا وفرنسا.
5. شارك في برامج وندوات إذاعية وتلفزيونية في لبنان وسوريا ومصر والسودان والمغرب والسعودية والأردن والإمارات العربية المتحدة وقطر وموريتانيا والبحرين والجزائر وإيران وفرنسا.
6. شارك في مؤتمرات إسلامية وحضارية في كل من لبنان وسوريا ومصر والسودان والأردن والإمارات العربية المتحدة والمغرب وموريتانيا والجزائر وقطر والكويت وإيران وتركيا وإندونيسيا والسنغال وفرنسا وإسبانيا.
7. أشرف على عدد من الرسائل والأطاريح والأبحاث الجامعية وشارك في مناقشة رسائل وأطاريح جامعية.

ملاحظة: جميع مؤلفات الكاتب الكائنة في كتب منشورة في دار النفائس- بيروت، أما الأبحاث فإنها منشورة في مواقعها حيث تمت في مؤتمرات أو ندوات أو محاضرات.